# Carina Sándor
Anita Carina Sándor, född 22 september 1970 i Borgs församling i Norrköping, är en svensk civilekonom och liberal politiker. Hon är sedan november 2009 ledamot i Liberalernas partistyrelse och sedan 2015 kommunalråd i Skinnskattebergs kommun. Hon var tidigare kommunalråd i Skinnskatteberg från efter valet 2006 till mars 2009.

## Biografi
Sándor har en civilekonomisk utbildning, med nationalekonomi som huvudämne. Sedan mitten på 1990-talet har hon arbetat som samhällsekonomisk utredare, kommunsekreterare, kommunchef och administrativ chef. Från mitten av 2000-talet har hon varit aktiv som politiker. Hon var 2010-2012 VD för Förenade Småkommuners Försäkrings Aktiebolag (FSF), ett gemensamt ägt försäkringsbolag för ett antal små kommuner spridda över landet.

### Kommunalråd i Skinnskatteberg
Carina Sándor var inte politiskt aktiv när hon i början av 2006 fick frågan av företrädare för de borgerliga partierna i Skinnskattebergs kommun om hon ville bli kommunalråd vid en eventuell valseger samma höst. Med stöd från lokalpartiet Skinnskattebergsdemokraterna kunde den borgerliga alliansen efter valet tillsätta Carina Sándor som ordförande i kommunstyrelsen och som Skinnskattebergs kommunalråd. Våren 2008 sprack samarbetet och i november 2008 gick Skinnskattebergsdemokraterna på oppositionens linje vid beslutet om nästa års skattesats. Efter en uppslitande politisk maktstrid om ordförandeuppdragen och kommunalrådsposten i kommunen, meddelade Carina Sándor tillsammans med övriga borgerliga förtroendevalda den 3 mars 2009 att de begärt att entledigas från sina uppdrag som ordförande och vice ordförande i samtliga kommunens styrelser, nämnder och utskott. Sándor fortsatte som ledamot i kommunfullmäktige, kommunstyrelsen och kommunstyrelsens arbetsutskott. I januari 2015, efter valet 2014, valdes Carina Sándor åter till kommunalråd i Skinnskattebergs kommun.

### Övriga politiska uppdrag
Sedan november 2009 är Sándor ledamot i Liberalernas (före 2015 hette partiet Folkpartiet liberalerna) partistyrelse. I valet 2010 var hon tredje namn på partiets valsedel för Västmanlands län och återigen första namn på valsedeln till Skinnskattebergs kommun. Hon var ordförande för partiets länsförbund i Västmanland från 2011 till april 2016. Hennes övriga politiska uppdrag är bland annat som ledamot i regionpolisrådet i polisregion Mitt. Hon var även ordförande i Sveriges kommuner och landstings styrgrupp för Program för hållbar jämställdhet (HÅJ) 2008–2012.